# Eotaria
Eotaria — вимерлий рід вухачевих. Рід містить такі види: Eotaria citrica, Eotaria crypta. Скам'янілості виявлено в Каліфорнії.